# بزرگراه شهید همدانی
بزرگراه شهید سردار حسین همدانی با شماره بزرگراه ۲۴ یکی از بزرگراه‌های تهران است که جهت شرقی-غربی دارد. این بزرگراه که در غرب تهران واقع شده، از تقاطع با بزرگراه‌های علامه جعفری و آزادگان آغاز شده و به تقاطع با بزرگراه‌های لشگری و فتح منتهی می‌شود.
این بزرگراه ارتباط را به همراه تونل شهدای غزه که امکان توسعه این معبر بزرگراهی در فضای زیرسطحی بوستان جنگلی چیتگر بدون قطع حتی یک اصله درخت را فراهم کرده‌است.
این بزرگراه مکمل توسعه شبکه بزرگراه‌های غرب شهر تهران و ایجاد دروازه‌های ورودی جدید برای این پهنه از پایتخت می‌باشد و با آغاز بهره‌برداری از این پروژه در روز نهم مردادماه سال ۹۶، شاهد کاهش بار ترافیک در بزرگراه‌های بین تهران و کرج خواهیم بود. مسیر بزرگراه شهید همدانی دارای ۱۰تقاطع غیرهمسطح شامل با خیابان‌های کوهک، کاج، گلها، بلوار ایران خودرو، رودخانه وردآورد، بلوار پژوهش، خیابان اردستانی و همچنین تقاطع‌های برقرار کننده ارتباط معابر محلی در محدوده منطقه ۲۲است. در این بزرگراه احداث دو پل جهتی، ارتباط این مسیر بزرگراهی با بزرگراه آیت‌الله مهدوی کنی را تقویت کرده‌است. طول مسیر اصلی بزرگراه شهید همدانی، حدفاصل تقاطع بزرگراه آیت‌الله مهدوی کنی تا تقاطع بزرگراه شهید لشکری (جاده مخصوص کرج) و اتصال به ابتدای بزرگراه شهید متوسلیان (جاده قدیم تهران - کرج) به ۱۵کیلومتر می‌رسد، طول مسیر کندروهای این پروژه را ۳۷۵۰متر و طول مسیرهای دسترسی (رمپ و لوپ‌ها) احداث شده در تقاطع‌های ۱۰گانه این پروژه حدود ۹کیلومتر است. ضمناً مجموع پل‌های احداث شده در تقاطع‌های غیرهمسطح ادامه غربی بزرگراه شهید همدانی به ۱۲دستگاه می‌رسد.
این مسیر بزرگراهی دارای ۱۰ تقاطع غیرهمسطح می‌باشد و به‌عرض ۴۵ متر و دارای ۳ خط عبوری در هر یک از باندهای شرقی و غربی این بزرگراه می‌باشد. این پروژه با هزینه تقریبی ۳۱۰ میلیارد تومان توسط قرارگاه خاتم‌الانبیا به بهره‌برداری رسیده‌است. همچنین تونل شهدای غزه همزمان و در مسیر این بزرگراه به بهره‌برداری رسید. این تونل دارای معبری شامل ۳۲۵۶ متر می‌باشد و ۲۱۶۲ متر آن تونل شهدای غزه به‌صورت آب‌بند کامل احداث شده و عرض دهانه‌های هر یک از تونل‌های شمالی و جنوبی آن ۱۸ متر و به‌ارتفاع ۱۳ متر می‌باشد. این پروژه با هزینه تقریبی ۴۴۰ میلیارد تومان توسط قرارگاه سازندگی خاتم‌الانبیا به انجام رسیده‌است.

## تقاطع‌ها
| از شرق به غرب  | از شرق به غرب                                 | از شرق به غرب |
| -------------- | --------------------------------------------- | ------------- |
|                | بزرگراه علامه جعفری بزرگراه آیت‌الله مهدوی کنی |               |
|                | بلوار کاج خیابان نسیم شانزدهم غربی            |               |
| تونل شهدای غزه |                                               |               |
|                | بلوار تهرانی                                  |               |
|                | بلوار پژوهش                                   |               |
| دوربرگردان     |                                               |               |
|                | بلوار اردستانی                                |               |
|                | خیابان کرمانشاه                               |               |
|                | آزادراه تهران-کرج                             |               |
|                | بزرگراه فتح بزرگراه لشگری                     |               |
| از غرب به شرق  |                                               |               |